# Liste der Baudenkmäler in Ortenburg

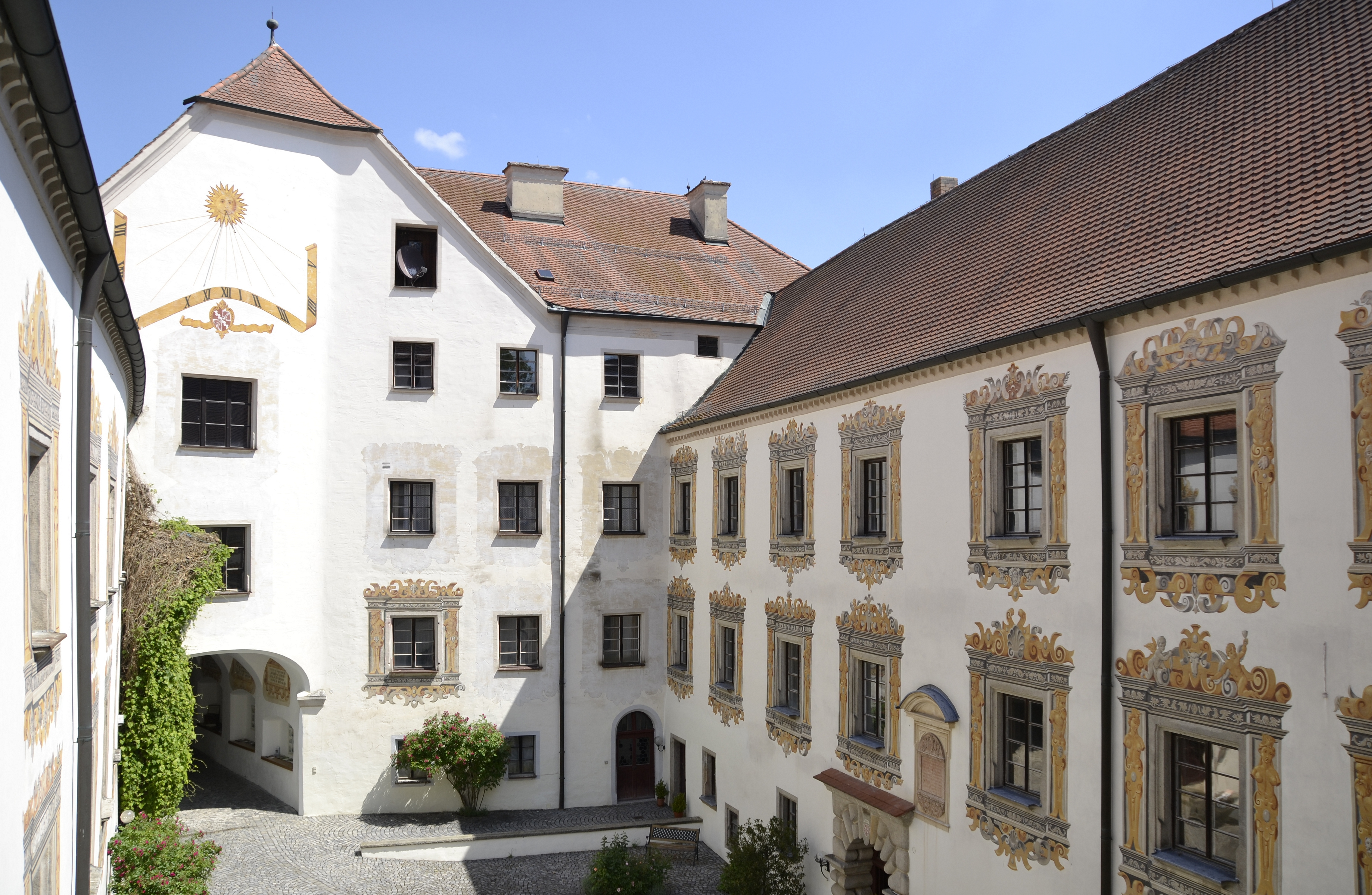
Schloss Ortenburg – Innenhof

Auf dieser Seite sind die Baudenkmäler in dem niederbayerischen Markt Ortenburg zusammengestellt. Diese Tabelle ist eine Teilliste der Liste der Baudenkmäler in Bayern. Grundlage ist die Bayerische Denkmalliste, die auf Basis des Bayerischen Denkmalschutzgesetzes vom 1. Oktober 1973 erstmals erstellt wurde und seither durch das Bayerische Landesamt für Denkmalpflege geführt wird. Die folgenden Angaben ersetzen nicht die rechtsverbindliche Auskunft der Denkmalschutzbehörde.

## Ensembles

### Ensemble Marktplatz Ortenburg

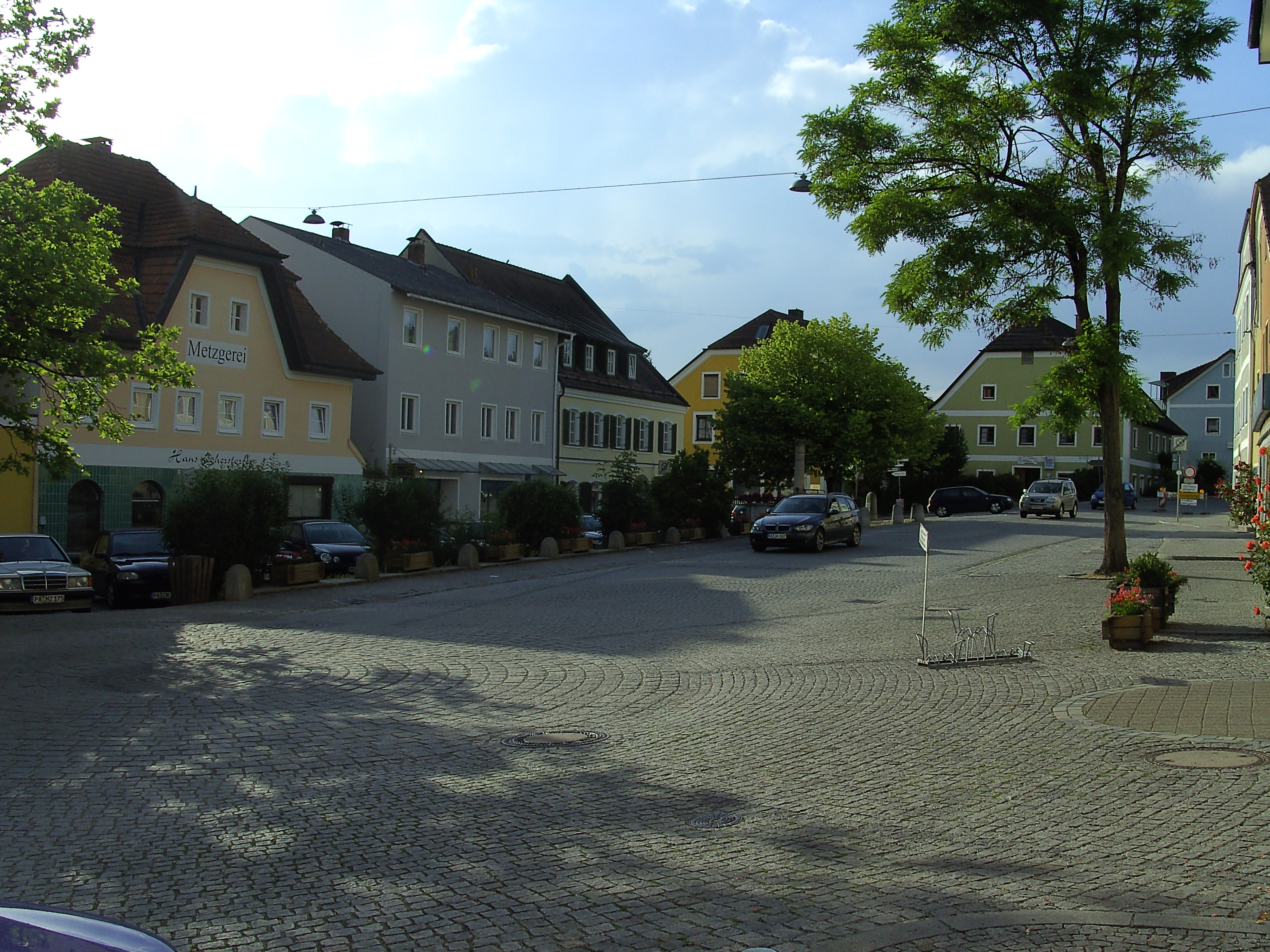
Südseite des Marktplatzes von Ortenburg

Umgrenzung: Marktplatz 1–30, 32, Unterer Markt 1
Bis 1805 war Ortenburg der zentrale Ort einer zwar sehr kleinen, vom Herzog- bzw. Kurfürstentum Bayern umgebenen, aber bis zu diesem Zeitpunkt reichsunmittelbaren Grafschaft. Der Marktplatz, ein nord-südlich gerichteter, geschlossen bebauter, in der Anlage wohl hochmittelalterlicher Straßenplatz, liegt am Fuß des Schlossbergs, in einigem Abstand vom Stammschloss der Grafen von Ortenburg, die als Dynasten im Hochmittelalter über großen Territorialbesitz verfügten, dann seit Mitte des 13. Jahrhunderts vor allem durch die Wittelsbacher Herzöge zurückgedrängt wurden.
Die östliche, dem Schlossberghang zugeneigte Längsseite des Platzes liegt höher als die westliche talseitige Platzfront. Für diese obere Seite sind zwei- bis dreigeschossige verputzte und teilweise mit sparsamen Fassadenverzierungen versehene bürgerliche Traufseithäuser charakteristisch, die ihre Gestaltung meist nach dem Marktbrand von 1834 erfahren haben. Der dreigeschossige Giebelbau des Rathauses ist in diese Häuserzeile eingebunden, die ehemalige gräfliche Brauerei setzt am Nordende der Platzseite einen besonderen, auf die ehemalige Herrschaft hinweisenden Akzent. An der Westseite erinnern einige Mansardwalmdächer des 18. Jahrhunderts gleichfalls an die gräfliche Herrschaft, unmittelbar daneben aber auch verputzte wie offene Blockbauten und charakteristische Gerberhäuser an die bürgerlich-handwerkliche Tradition des kleinen, von den Grafen im Mittelalter gegründeten Marktes. An seinen Schmalseiten ist der Platzraum auffällig abgeschlossen. Die Wirkung des Platzbildes wird dadurch ebenso gesteigert wie durch die zwei freistehenden Marktbrunnen.
Aktennummer: E-2-75-138-1

## Baudenkmäler nach Ortsteilen

### Ortenburg
| Lage                                  | Objekt                                                                 | Beschreibung | Akten-Nr.      | Bild                                    |
| ------------------------------------- | ---------------------------------------------------------------------- | --- | -------------- | --------------------------------------- |
| Am Föhrenberg 6 (Standort)            | Wohnstallhaus                                                          | Zweigeschossiger und traufständiger Blockbau mit vorschießendem Satteldach, 2. Viertel 19. Jahrhundert | D-2-75-138-3   | weitere Bilder                          |
| Frauenfeld 1 (Standort)               | Wohnhaus                                                               | Zweigeschossiger Mansardwalmdachbau mit Zwerchgiebel, Erker und Putzgliederungen, 1. Drittel 19. Jahrhundert, Zwerchgiebel später | D-2-75-138-4   | weitere Bilder                          |
| Fürstenzeller Straße 2 (Standort)     | Evangelisch-Lutherisches Gemeindehaus                                  | Traufständiger Halbwalmdachbau mit rundbogigen Pilasterrahmungen, Mitte 19. Jahrhundert | D-2-75-138-162 | weitere Bilder                          |
| Fürstenzeller Straße 10 (Standort)    | Wohnhaus                                                               | Zweigeschossiger und firstparalleler Walmdachbau mit Kastengesims und Rahmengliederung, um 1835/50 | D-2-75-138-5   | Wohnhaus                                |
| Fürstenzeller Straße 40 (Standort)    | Ehemaliges Mühlenanwesen                                               | Wohnhaus, stattlicher, zweigeschossiger und traufständiger, teilweise verschalter Blockbau mit steilem Schopfwalmdach und weitem Dachüberstand, Ende 18. Jahrhundert Ehemalige Kunstmühle, dreieinhalbgeschossiger Ziegelbau mit firstparallelem Walmdach und Putzgliederung, 1901                                                                                              | D-2-75-138-7   | weitere Bilder                          |
| Gänswinkl 8 (Standort)                | Wohnhaus                                                               | Zweigeschossiger und giebelständiger, verkleideter Blockbau mit Steilsatteldach und Giebelschroten, teilweise versteinert, im Kern Anfang 19. Jahrhundert | D-2-75-138-8   | Wohnhaus                                |
| Gänswinkl 16 (Standort)               | Wohnhaus                                                               | Zweigeschossiger und traufständiger Blockbau mit Satteldachbau, im Kern 18. Jahrhundert, Dach später | D-2-75-138-9   | Wohnhaus                                |
| Gänswinkl 25 (Standort)               | Ehemalige Marktmühle                                                   | Wohnhaus, zweigeschossiger Mansardwalmdachbau mit verputztem Blockbau-Obergeschoss, Traufschrot und Erker, im Kern 18. Jahrhundert, Umbauten Mitte 19. Jahrhundert | D-2-75-138-10  | Ehemalige Marktmühle                    |
| Hintermarkt 5 (Standort)              | Kleinhaus                                                              | Zweigeschossiger und giebelständiger Blockbau mit vorschießendem Flachsatteldach, Verschalung und teilweise versteinertem Erdgeschoss, Ende 18. Jahrhundert | D-2-75-138-11  | Kleinhaus                               |
| Kreppe 1 (Standort)                   | Evangelisch-Lutherisches Gemeindehaus                                  | Zweigeschossiger Walmdachbau, 1. Drittel 19. Jahrhundert | D-2-75-138-12  | Evangelisch-Lutherisches Gemeindehaus   |
| Kreppe 2 (Standort)                   | Wohnhaus                                                               | Zweigeschossiger und traufständiger Satteldachbau mit Segmentbogenfenstern und Putzfries, Biedermeier, Mitte 19. Jahrhundert | D-2-75-138-13  | Wohnhaus                                |
| Kreppe 3 (Standort)                   | Evangelisch-Lutherische Pfarrkirche                                    | Ursprünglich Filiale von Steinkirchen, seit 1563/66 evangelische Pfarrkirche, Saalkirche mit Wandpfeilern, Polygonalchor und Westturm, 1. Viertel 16. Jahrhundert, anstelle einer älteren Anlage (Weihe 1518), Turmfront in der 1. Hälfte 18. Jahrhundert barockisiert; mit Ausstattung                                                                                         | D-2-75-138-14  | weitere Bilder                          |
| Kreppe 5 (Standort)                   | Neue evangelisch-lutherische Schule                                    | Eingeschossiger und firstparalleler Walmdachbau mit Pilastergliederungen und zwei korbbogigen Einfahrtstoren, 1810 | D-2-75-138-15  | Neue evangelisch-lutherische Schule     |
| Kreppe 11 (Standort)                  | Ehemaliges Kantorhaus                                                  | zweigeschossiger Walmdachbau in der Art des Pfarrhauses, 1. Drittel 19. Jahrhundert | D-2-75-138-16  | Ehemaliges Kantorhaus                   |
| Kreppe 17 (Standort)                  | Bauernhaus                                                             | Zweigeschossiger und giebelständiger Blockbau mit weit vorstehendem Schopfwalmdach, Ende 18. Jahrhundert | D-2-75-138-17  | weitere Bilder                          |
| Kreppe 19 (Standort)                  | Einfirsthof                                                            | Zweigeschossiger und traufständiger Mittertennbau mit verschindelten Blockwänden und Steildach, Werkstattteil in Fachwerk, Mitte 19. Jahrhundert | D-2-75-138-18  | Einfirsthof                             |
| Lindenallee (Standort)                | Lindenallee                                                            | Allée double von Ortenburg zum Schloss, wohl 18. Jahrhundert | D-2-75-138-154 | Lindenallee                             |
| Lindenallee 2 (Standort)              | Ehemaliges Krankenhaus, jetzt Altenheim                                | Zweigeschossiger und gestelzter Mansardwalmdachbau mit Lisenengliederung, klassizistisch, 2. Viertel 19. Jahrhundert | D-2-75-138-19  | Ehemaliges Krankenhaus, jetzt Altenheim |
| Lindenallee 12 (Standort)             | Altes Schulhaus der katholischen Pfarrei                               | Zweigeschossiger und traufständiger Satteldachbau mit Dreipassblenden über den Fenstern und Gesimsgliederungen, neugotisch, spätes 19. Jahrhundert | D-2-75-138-20  | weitere Bilder                          |
| Lindenallee 16 (Standort)             | Katholische Pfarrkirche Mariä Himmelfahrt                              | Saalkirche mit eingezogenem, halbrundem Chor und Chorflankenturm, neuromanisch, 1892/93; mit Ausstattung | D-2-75-138-21  | weitere Bilder                          |
| Marktplatz (Standort)                 | Südlicher Marktbrunnen                                                 | Laufbrunnen mit sechseckigem Becken mit Eckpilastern und Brunnenstock mit Pfeifenmanschetten, Empire, 19. Jahrhundert | D-2-75-138-36  | weitere Bilder                          |
| Marktplatz (Standort)                 | Nördlicher Marktbrunnen                                                | Laufbrunnen mit sechseckigem Becken mit Eckpilastern und Brunnenstock mit Pfeifenmanschetten, Empire, 19. Jahrhundert | D-2-75-138-35  | weitere Bilder                          |
| Marktplatz 2 (Standort)               | Wohnhaus                                                               | Zweigeschossiges Eckhaus mit steilem Schopfwalmdach, 18./19. Jahrhundert | D-2-75-138-23  | Wohnhaus                                |
| Marktplatz 3; Marktplatz 5 (Standort) | Ehemaliges gräfliches Bräuhaus                                         | Dreigeschossiger und giebelständiger Halbwalmdachbau mit Putzrahmungen, bezeichnet mit 1568, um 1830/40 Ausbau zur heutigen Anmutung Brauereiflügel, zweiteiliger und dreigeschossiger Satteldachbau, 19. Jahrhundert | D-2-75-138-24  | weitere Bilder                          |
| Marktplatz 10 (Standort)              | Wohnhaus                                                               | Zweigeschossiger Mansardwalmdachbau mit Zwerchhaus, im Kern Blockbau des frühen 19. Jahrhunderts | D-2-75-138-26  | Wohnhaus                                |
| Marktplatz 11 (Standort)              | Rathaus                                                                | Dreigeschossiger und giebelständiger Steildachbau mit Glockentürmchen, gewölbter Durchfahrt und seitlichen Magazineinfahrten, im Kern 1679 (bezeichnet), nach Brand 1909–10 erneuert | D-2-75-138-27  | weitere Bilder                          |
| Marktplatz 14 (Standort)              | Ehemalige Gerberei                                                     | Zweigeschossiger und giebelständiger Schopfwalmbau mit Gerberlaube und Putzgliederungen, bezeichnet mit 1849 | D-2-75-138-28  | Ehemalige Gerberei                      |
| Marktplatz 17 (Standort)              | Gasthaus                                                               | Dreigeschossiger und traufständiger Halbwalmdachbau mit gebändertem Erdgeschoss und gewölbter, korbbogiger Tordurchfahrt, im Kern 17./18. Jahrhundert, Neugestaltung nach 1834 | D-2-75-138-29  | Gasthaus                                |
| Marktplatz 18 (Standort)              | Gasthaus, ehemals Gasthof Post                                         | Zweigeschossiger Mansardwalmdachbau mit stichbogigen Erdgeschoss-Fenstern und Putzgliederungen, Anfang 19. Jahrhundert | D-2-75-138-30  | Gasthaus, ehemals Gasthof Post          |
| Marktplatz 24 (Standort)              | Wohnhaus                                                               | Zweigeschossiger giebelständiger Obergeschoss-Blockbau mit weit vorstehendem Schopfwalmdach, Ende 18. Jahrhundert | D-2-75-138-31  | Wohnhaus                                |
| Marktplatz 25 (Standort)              | Apotheke                                                               | Dreigeschossiger und traufständiger Satteldachbau mit Kniestock, geknickter Traufe und Putzgliederungen, 19. Jahrhundert, Fries und Fensterbekrönungen nach 1834 | D-2-75-138-32  | Apotheke                                |
| Marktplatz 27 (Standort)              | Wohnhaus                                                               | Zweigeschossiger und traufständiger Satteldachbau mit Gesimsgliederung und korbbogiger Durchfahrt, Biedermeier, nach 1834 | D-2-75-138-33  | Wohnhaus                                |
| Marktplatz 29 (Standort)              | Ehemalige Gerberei                                                     | Stattlicher, zweigeschossiger und traufständiger Steildachbau mit Putzgliederungen und korbbogiger, gewölbter Hofdurchfahrt, 1834 Hakenförmiges Wirtschaftsgebäude, östlich zweigeschossiger und traufständiger Stallstadel mit Satteldach und Traufschrot, nordöstlich Durchfahrtsstadel mit mächtigem abgewalmtem Steildach, Blockbau-Obergeschoss und Traufschrot, nach 1834 | D-2-75-138-34  | Ehemalige Gerberei                      |
| Passauer Straße 1 (Standort)          | Ehemalige Hofsattlerei                                                 | Zweigeschossiger Blockbau in Ecklage mit vorschießendem Flachsatteldach, Kniestock und Verschindelung, Mitte 18. Jahrhundert | D-2-75-138-37  | weitere Bilder                          |
| Passauer Straße 2 (Standort)          | Ehemaliges Amtmannshaus                                                | Zweigeschossiger, verschindelter Blockbau in Ecklage mit Steildach und vorkragender Traufe, 18./19. Jahrhundert, Dach später | D-2-75-138-38  | weitere Bilder                          |
| Passauer Straße 7 (Standort)          | Wohnhaus                                                               | Zweigeschossiges Mansardwalmdachhaus, um 1800, mit jüngerem Zwerchflügel; ehemals zum Schloss gehörig | D-2-75-138-39  | Wohnhaus                                |
| Passauer Straße 35 (Standort)         | Bauernhaus                                                             | Mittertennhaus, zweigeschossiger und giebelständiger Blockbau mit Schopfwalmdach, Anfang 19. Jahrhundert, Dach später | D-2-75-138-41  | Bauernhaus                              |
| Passauer Straße 36 (Standort)         | Bauernhaus                                                             | Mittertennhaus, zweigeschossiger, traufständiger und teilweise verschalter Blockbau mit vorschießendem Steildach, Anfang 19. Jahrhundert | D-2-75-138-42  | weitere Bilder                          |
| Passauer Straße 59 (Standort)         | Kleinhaus                                                              | Eingeschossiger, neu verschalter Blockbau mit vorschießendem Satteldach und giebelseitigem Balkon, 1. Hälfte 19. Jahrhundert | D-2-75-138-43  | BW                                      |
| Untermarkt 11 (Standort)              | Wohnhaus                                                               | Giebelständiger und zweigeschossiger, verkleideter Blockbau mit Steilsatteldach, Anfang 19. Jahrhundert | D-2-75-138-45  | Wohnhaus                                |
| Untermarkt 17 (Standort)              | Alte Evangelische Schule, sogenanntes Schellnhuberhaus, jetzt Wohnhaus | Stattlicher zweigeschossiger, giebelständiger und verschindelter Blockbau mit vorschießendem Flachsatteldach, 1779 | D-2-75-138-46  | weitere Bilder                          |
| Untermarkt 25 (Standort)              | Wohnhaus                                                               | Hakenförmiger, zweigeschossiger und traufständiger Mansardwalmdachbau, der rückseitige Anbau bezeichnet mit 1833 | D-2-75-138-47  | Wohnhaus                                |
| Untermarkt 31 (Standort)              | Wohnhaus                                                               | Zweigeschossiger und traufständiger Schopfwalmdachbau mit Blockbau-Obergeschoss und verschaltem Giebelschrot, 1. Hälfte 19. Jahrhundert | D-2-75-138-49  | weitere Bilder                          |

### Afham
| Lage               | Objekt     | Beschreibung                                                                                      | Akten-Nr.     | Bild       |
| ------------------ | ---------- | ------------------------------------------------------------------------------------------------- | ------------- | ---------- |
| Afham 4 (Standort) | Bauernhaus | Zweigeschossiger und traufständiger Frackdachbau mit Blockbau-Obergeschoss, Mitte 19. Jahrhundert | D-2-75-138-51 | Bauernhaus |

### Aisterham
| Lage                   | Objekt                                  | Beschreibung | Akten-Nr.     | Bild                                    |
| ---------------------- | --------------------------------------- | --- | ------------- | --------------------------------------- |
| Aisterham 2 (Standort) | Wohnhaus eines ehemaligen Vierseithofes | Zweigeschossiger Obergeschoss-Blockbau mit vorschießendem Flachsatteldach, Kniestock und Giebelschroten, 18./19. Jahrhundert Stallstadel mit Steildach, Mittertenne und Blockbaurähm, 18./19. Jahrhundert | D-2-75-138-52 | Wohnhaus eines ehemaligen Vierseithofes |
| Aisterham 3 (Standort) | Vierseithof                             | 18./19. Jahrhundert Wohnhaus zweigeschossiger, traufständiger und verschindelter Blockbau mit vorschießendem Flachsatteldach und Eck- und Giebelschrot, Rückfront versteinert, 2. Hälfte 18. Jahrhundert Stadel, Durchfahrtsstadel mit Riegelsockel, Mittertenne und Steildach Traidkasten, Blockbau mit Satteldach und Traufschrot über Remise und Stall Nebengebäude, traufständiger Stallstadel mit Satteldach und Blockbau-Obergeschoss | D-2-75-138-53 | Vierseithof                             |

### Au
| Lage            | Objekt                                  | Beschreibung | Akten-Nr.     | Bild                                    |
| --------------- | --------------------------------------- | --- | ------------- | --------------------------------------- |
| Au 1 (Standort) | Wohnhaus eines ehemaligen Vierseithofes | Zweigeschossiger Blockbau mit Giebel- und Traufschroten, frühes 19. Jahrhundert, Dach später Troadboden über Remise und erneuertem Stall, aufgeständerter und traufständiger Blockbau mit vorschießendem Flachsatteldach und Traufschroten, spätes 18. Jahrhundert, 2001/2002 von Essenbach 10/Ruhstorf a.d.Rott hierher transferiert | D-2-75-138-55 | Wohnhaus eines ehemaligen Vierseithofes |

### Bindering
| Lage                    | Objekt     | Beschreibung | Akten-Nr.     | Bild           |
| ----------------------- | ---------- | --- | ------------- | -------------- |
| Bindering 18 (Standort) | Bauernhaus | Zweigeschossiger, verschalter Mittertennbau mit Satteldach, Kniestock, Traufschrot und Blockbau-Obergeschoss, 2. Viertel 19. Jahrhundert, Dach später | D-2-75-138-59 | weitere Bilder |

### Birka
| Lage                            | Objekt                          | Beschreibung                                                              | Akten-Nr.     | Bild           |
| ------------------------------- | ------------------------------- | ------------------------------------------------------------------------- | ------------- | -------------- |
| In Birka; Nähe Birka (Standort) | Bildstock, sogenannte Pestsäule | Toskanische Säule mit vierseitigem Tabernakelaufsatz, bezeichnet mit 1669 | D-2-75-138-60 | weitere Bilder |

### Blasen
| Lage                | Objekt                                                     | Beschreibung | Akten-Nr.     | Bild                                                       |
| ------------------- | ---------------------------------------------------------- | --- | ------------- | ---------------------------------------------------------- |
| Blasen 5 (Standort) | Ehemaliger Vierseithof des späten 18. und 19. Jahrhunderts | Wohnhaus, zweigeschossiger und traufständiger Blockbau mit vorkragendem Satteldach und kleinem Traufschrot, 1. Drittel 19. Jahrhundert, Dach später Am Wohnhaus Traidkasten mit Knechtkammern, geständerter Blockbau mit vorschießendem Flachsatteldach und Traufschrot Nordflügel Stallstadel, teilweise massiver Blockbau mit Satteldach Ostflügel Stall mit Heuboden, Ziegelbau mit Satteldach und Traufschrot, 2. Hälfte 19. Jahrhundert | D-2-75-138-62 | Ehemaliger Vierseithof des späten 18. und 19. Jahrhunderts |
| Blasen 7 (Standort) | Wohnhaus des Vierseithofes                                 | Zweigeschossiger, teilweise verschalter Blockbau mit vorschießendem Satteldach und traufseitigem Balkon, 1. Hälfte 19. Jahrhundert Nebengebäude mit Stall, Remise und Traidkasten im teilweise verschindelten Blockbau-Obergeschoss, 1. Hälfte 19. Jahrhundert | D-2-75-138-63 | BW                                                         |

### Breitreut
| Lage                   | Objekt                    | Beschreibung | Akten-Nr.     | Bild                      |
| ---------------------- | ------------------------- | --- | ------------- | ------------------------- |
| Breitreut 2 (Standort) | Geschlossener Vierseithof | Erstes Drittel 19. Jahrhundert Wohnhaus, zweigeschossiger Blockbau mit vorkragendem Satteldach und kleinem Traufschrot Hoftor mit Remise und Stadel, Blockbauobergeschoss auf geständerter Remise und massivem Stallteil, mit Satteldach und Traufschrot Stadel, Steildachbau, Ständerbau mit Blockwandteil Stallstadel mit vorschießendem Satteldach, Blockbauobergeschoss und Traufschrot | D-2-75-138-64 | Geschlossener Vierseithof |

### Dorfbach
| Lage                       | Objekt                                           | Beschreibung | Akten-Nr.     | Bild            |
| -------------------------- | ------------------------------------------------ | --- | ------------- | --------------- |
| Am Steinbach 6 (Standort)  | Einfirsthof                                      | Traufständige Anlage, Wohnteil zweigeschossiger, verschalter und verschindelter Blockbau mit kleinem Giebelschrot, im Kern 1. Drittel 19. Jahrhundert                                        | D-2-75-138-65 | Einfirsthof     |
| Birkastraße 1 (Standort)   | Bauernhaus                                       | Mittertennbau, verbretterter bzw. verschindelter Blockbau mit vorschießendem Satteldach, Ende 18. Jahrhundert, Dach später                                                                   | D-2-75-138-66 | Bauernhaus      |
| Birkastraße 3 (Standort)   | Bauernhaus                                       | Zweigeschossiger und giebelständiger, rückseitig versteinerter Blockbau mit vorkragendem Steildach, 1. Hälfte 19. Jahrhundert, Dach später                                                   | D-2-75-138-67 | BW              |
| Oberdorf 11 (Standort)     | Großer Hakenhof                                  | Zweites Viertel 19. Jahrhundert; Wohnstallhaus, zweigeschossiger Steilsatteldachbau mit Blockbauteil und Traufschroten; stattlicher Durchfahrtsstadel mit Steildach und Korbogentoren        | D-2-75-138-68 | Großer Hakenhof |
| Schloßweg 1 (Standort)     | Katholische Pfarrkirche St. Johannes von Nepomuk | Saalkirche mit eingezogenem Polygonalchor und Glockendachreiter, klassizistisch, erbaut 1836 an der Stelle des alten Schlosses, wohl unter Verwendung von älteren Bauteilen; mit Ausstattung | D-2-75-138-70 | weitere Bilder  |
| Zur Keglstatt 2 (Standort) | Bauernhaus                                       | Zweigeschossiger und giebelständiger Blockbau mit verputzter Giebelseite und weit vorspringendem Halbwalmdach, Anfang 19. Jahrhundert                                                        | D-2-75-138-71 | weitere Bilder  |

### Galla
| Lage               | Objekt   | Beschreibung | Akten-Nr.     | Bild     |
| ------------------ | -------- | --- | ------------- | -------- |
| Galla 8 (Standort) | Gasthaus | Stattlicher zweigeschossiger und traufständiger, verschindelter Blockbau mit Steilsatteldach, teilweise versteinert, 1. Drittel 19. Jahrhundert | D-2-75-138-72 | Gasthaus |

### Hifering
| Lage                        | Objekt                     | Beschreibung | Akten-Nr.      | Bild           |
| --------------------------- | -------------------------- | --- | -------------- | -------------- |
| Hifering 5 (Standort)       | Wohnhaus des Vierseithofes | Stattlicher zweigeschossiger und giebelständiger Massivbau mit Halbwalmdach, 2. Viertel 19. Jahrhundert                     | D-2-75-138-74  | weitere Bilder |
| St 2117; St 2109 (Standort) | Sühnekreuz                 | Steinkreuz, sogenanntes Hussitenkreuz, griechisches Kreuz mit gebauchtem Fußteil und Reliefdarstellung, spätmittelalterlich | D-2-75-138-164 | Sühnekreuz     |

### Hilking
| Lage                 | Objekt                     | Beschreibung | Akten-Nr.     | Bild                       |
| -------------------- | -------------------------- | --- | ------------- | -------------------------- |
| Hilking 1 (Standort) | Wohnhaus des Vierseithofes | Zweigeschossiger und giebelständiger, teilweise versteinerter Blockbau mit vorschießendem Satteldach und Traufschrot, im Kern 1. Drittel 19. Jahrhundert, Dach später | D-2-75-138-75 | Wohnhaus des Vierseithofes |

### Hinding
| Lage                 | Objekt                                             | Beschreibung                                                                                  | Akten-Nr.     | Bild                                               |
| -------------------- | -------------------------------------------------- | --------------------------------------------------------------------------------------------- | ------------- | -------------------------------------------------- |
| Hinding 1 (Standort) | Zugehöriger langer Stallflügel mit Traidkasten     | Satteldachbau mit teilweisem Blockbau-Obergeschoss und Traufschrot, 1. Hälfte 19. Jahrhundert | D-2-75-138-76 | Zugehöriger langer Stallflügel mit Traidkasten     |
| Hinding 4 (Standort) | Zugehöriger stattlicher Traidkasten über dem Stall | Teilweise verbretterter Blockbau mit Satteldach, 1. Hälfte 19. Jahrhundert                    | D-2-75-138-77 | Zugehöriger stattlicher Traidkasten über dem Stall |

### Hinterhainberg
| Lage                         | Objekt                          | Beschreibung | Akten-Nr.     | Bild                      |
| ---------------------------- | ------------------------------- | --- | ------------- | ------------------------- |
| Hinterhainberg 1 (Standort)  | Einfirsthof                     | Mittertennhaus, zweigeschossiger und giebelständiger, verschindelter und teilweise massiver Blockbau mit Satteldach, nach Mitte 19. Jahrhundert | D-2-75-138-78 | Einfirsthof               |
| Hinterhainberg 3 (Standort)  | Bauernhaus des Ortenburger Typs | Mittertennbau, zweigeschossiger Blockbau mit vorkragendem Mansardwalmdach, 1. Drittel 19. Jahrhundert                                           | D-2-75-138-79 | weitere Bilder            |
| Hinterhainberg 5 (Standort)  | Wohnteil eines Hakenhofes       | Zweigeschossiger, teilweise versteinerter Blockbau mit firstparallelem Walmdach, Anfang 19. Jahrhundert                                         | D-2-75-138-80 | Wohnteil eines Hakenhofes |
| Hinterhainberg 15 (Standort) | Ehemaliges Gasthaus             | Wohnteil eines Mittertennhauses, zweigeschossiger und teilweise verschalter Blockbau mit Steildach, Anfang 19. Jahrhundert                      | D-2-75-138-82 | Ehemaliges Gasthaus       |

### Hinterschloß
| Lage                      | Objekt                  | Beschreibung                                                                                              | Akten-Nr.     | Bild                    |
| ------------------------- | ----------------------- | --- | ------------- | ----------------------- |
| Hinterschloß 3 (Standort) | Stattlicher Einfirsthof | Mittertennhaus mit zweigeschossigem und giebelständigem, massivem Wohnteil mit Halbwalmdach, im Kern 1790 | D-2-75-138-83 | Stattlicher Einfirsthof |

### Holzkirchen
| Lage                    | Objekt                              | Beschreibung | Akten-Nr.     | Bild                |
| ----------------------- | ----------------------------------- | --- | ------------- | ------------------- |
| Kirchplatz 2 (Standort) | Ehemaliges Schulhaus                | Zweigeschossiger und traufständiger Halbwalmdachbau mit Rahmengliederung und Pilasterportal zum Friedhof, 1828                                                            | D-2-75-138-89 | weitere Bilder      |
| Kirchplatz 3 (Standort) | Katholische Pfarrkirche St. Andreas | Saalbau mit Polygonalchor, Fassadenturm, Vorzeichen und gewölbter Vorhalle, Langhaus spätgotisch, Turm größtenteils 1758 erneuert, Chor neugotisch, 1868; mit Ausstattung | D-2-75-138-88 | weitere Bilder      |
| Kirchplatz 6 (Standort) | Ehemaliges Gasthaus                 | Stattlicher, zweigeschossiger und giebelständiger Halbwalmdachbau mit Gesimsgliederung, Mitte 19. Jahrhundert                                                             | D-2-75-138-87 | Ehemaliges Gasthaus |

### Hübing
| Lage                | Objekt                              | Beschreibung                                                                                                | Akten-Nr.    | Bild                                |
| ------------------- | ----------------------------------- | --- | ------------ | ----------------------------------- |
| Hübing 3 (Standort) | Wohnhaus (Altbau) des Vierseithofes | Zweigeschossiger Blockbau mit vorschießendem Satteldach und Traufschrot, im Kern 1. Drittel 19. Jahrhundert | D-2-75-138-1 | Wohnhaus (Altbau) des Vierseithofes |

### Isarhofen
| Lage                   | Objekt              | Beschreibung | Akten-Nr.     | Bild                |
| ---------------------- | ------------------- | --- | ------------- | ------------------- |
| Isarhofen 5 (Standort) | Rottaler Bauernhaus | Zweigeschossiger Obergeschoss-Blockbau mit vorschießendem Flachsatteldach und zwei Giebelschroten mit geschweiften Stangen, bezeichnet mit 1684, spätere Veränderungen | D-2-75-138-90 | Rottaler Bauernhaus |

### Jaging
| Lage                 | Objekt      | Beschreibung                                                                  | Akten-Nr.     | Bild        |
| -------------------- | ----------- | ----------------------------------------------------------------------------- | ------------- | ----------- |
| In Jaging (Standort) | Dorfkapelle | Satteldachbau mit verschaltem Vorraum, Mitte 19. Jahrhundert; mit Ausstattung | D-2-75-138-91 | Dorfkapelle |

### Kamm
| Lage              | Objekt      | Beschreibung | Akten-Nr.     | Bild        |
| ----------------- | ----------- | --- | ------------- | ----------- |
| Kamm 9 (Standort) | Vierseithof | 18./19. Jahrhundert Wohnhaus im Typ des Rottaler Bauernhauses, zweigeschossiger und traufständiger, teilweise verschindelter Blockbau mit vorschießendem Flachsatteldach und Giebelschroten, bezeichnet mit 1793 Westflügel, Stallgebäude mit Satteldach, straßenseitig Ziegelbau mit korbbogigem Hoftor, hofseitig mit verschalten Ständerkonstruktionen und Traufschrot Südflügel mit Traidkasten im Blockbau-Obergeschoss mit traufsteitigem Stangenschrot Ostflügel Stallstadel mit Steilsatteldach und geknickter Traufe, teilweise verschalter Ständerbau Nordflügel neben Wohnhaus, Stall mit Knechtkammern, zweigeschossiger Massivbau mit Traufschrot | D-2-75-138-93 | Vierseithof |

### Kollmann
| Lage                                                | Objekt              | Beschreibung                                                            | Akten-Nr.      | Bild                |
| --------------------------------------------------- | ------------------- | ----------------------------------------------------------------------- | -------------- | ------------------- |
| Nähe Kollmann, auf freier Anhöhe gelegen (Standort) | Kapelle St. Koloman | Satteldachbau mit verschaltem Vorraum, 18. Jahrhundert; mit Ausstattung | D-2-75-138-100 | Kapelle St. Koloman |

### Königbach
| Lage                    | Objekt                     | Beschreibung | Akten-Nr.     | Bild                       |
| ----------------------- | -------------------------- | --- | ------------- | -------------------------- |
| Königbach 1 (Standort)  | Wohnhaus des Vierseithofes | Zweigeschossiger, teilweise versteinerter Blockbau mit vorschießendem Flachsatteldach und Giebelbalkon, 2. Hälfte 18. Jahrhundert | D-2-75-138-95 | BW                         |
| Königbach 3 (Standort)  | Zugehöriger Traidkasten    | Aufgeständerter Blockbau mit vorschießendem Satteldach, kleinem Traufschrot und Durchfahrt, bezeichnet mit 1794 | D-2-75-138-96 | Zugehöriger Traidkasten    |
| Königbach 4 (Standort)  | Ehemaliger Vierseithof     | 18./19. Jahrhundert Wohnhaus, zweigeschossiger, teilweise verschindelter und modern versteinerter Blockbau mit Satteldach, Traufüberstand und traufseitigem Balkon, im Kern 18. Jahrhundert Traidkasten über Stall, Blockbau-Obergeschoss mit Traufschroten, Mitte 19. Jahrhundert Ehemaliger Pferdestall, eingeschossiger Steildachbau, 18. Jahrhundert | D-2-75-138-97 | weitere Bilder             |
| Königbach 5 (Standort)  | Wohnhaus des Vierseithofes | Zweigeschossiger und verschindelter Blockbau mit Steildach und Traufschrot, im Kern 1. Hälfte 19. Jahrhundert | D-2-75-138-98 | Wohnhaus des Vierseithofes |
| Königbach 15 (Standort) | Zugehöriger Traidkasten    | Satteldachbau mit weitem Traufüberstand, 1. Hälfte 19. Jahrhundert | D-2-75-138-99 | Zugehöriger Traidkasten    |

### Leingart
| Lage                  | Objekt                       | Beschreibung | Akten-Nr.      | Bild                         |
| --------------------- | ---------------------------- | --- | -------------- | ---------------------------- |
| Leingart 2 (Standort) | Wohnhaus eines Vierseithofes | Zweigeschossiger und giebelständiger, gestelzter Satteldachbau mit reichem farbigem Putzdekor, bezeichnet mit 1928 | D-2-75-138-101 | Wohnhaus eines Vierseithofes |
| Leingart 3 (Standort) | Wohnhaus des Vierseithofes   | Zweigeschossiger, traufständiger und teilverschindelter Blockbau mit vorschießendem Satteldach und hofseitigem Schrot, Ende 18. Jahrhundert, Dach später Traidkasten über Remise, Blockbau-Obergeschoss, gleichzeitig | D-2-75-138-102 | Wohnhaus des Vierseithofes   |

### Lohfeld
| Lage                 | Objekt     | Beschreibung | Akten-Nr.      | Bild       |
| -------------------- | ---------- | --- | -------------- | ---------- |
| Lohfeld 9 (Standort) | Bauernhaus | Zweigeschossiger und giebelständiger Satteldachbau mit Dachüberstand, Blockbau-Obergeschoss und zwei Giebelschroten, 2. Viertel 19. Jahrhundert | D-2-75-138-103 | Bauernhaus |

### Luisenthal
| Lage                    | Objekt          | Beschreibung | Akten-Nr.     | Bild            |
| ----------------------- | --------------- | --- | ------------- | --------------- |
| Luisenthal 1 (Standort) | Ehemalige Mühle | Zweigeschossiges und giebelständiges Schopfwalmhaus mit Stadel, Stallanbau, und Inschrifttafel des Vorgängerbaus von 1622, 1809 | D-2-75-138-84 | Ehemalige Mühle |
| Luisenthal 3 (Standort) | Einfirsthof     | Mittertennhaus, zweigeschossiger und traufständiger, gestelzter Blockbau mit vorschießendem Steildach 1. Hälfte 19. Jahrhundert | D-2-75-138-85 | Einfirsthof     |

### Maierhof
| Lage                   | Objekt                             | Beschreibung | Akten-Nr.      | Bild                       |
| ---------------------- | ---------------------------------- | --- | -------------- | -------------------------- |
| In Maierhof (Standort) | Katholische Filialkirche St. Luzia | Saalkirche mit eingezogenem Rechteckchor, spätromanisch, Chor nach 1376 erhöht; mit Ausstattung | D-2-75-138-104 | weitere Bilder             |
| Maierhof 2 (Standort)  | Vierseithof                        | Wohnhaus, zweigeschossiger und giebelständiger Flachsatteldachbau mit Dachüberstand, Giebelbalkon und Bändergliederung, bezeichnet mit 1836 Traidkasten über Stall und Remise, mit Blockbau-Obergeschoss und Traufschrot, bezeichnet mit 1818 Stallstadel, teilweise Quadermauerwerk, Steildachbau mit Traufüberstand, Traufschrot und Hofeinfahrt, Mitte 19. Jahrhundert | D-2-75-138-105 | Vierseithof                |
| Maierhof 3 (Standort)  | Wohnhaus des Vierseithofes         | Zweigeschossiger und giebelständiger Flachsatteldachbau mit Dachüberstand, Giebelschroten und Figurennischen im Giebel, 1. Drittel 19. Jahrhundert | D-2-75-138-106 | Wohnhaus des Vierseithofes |

### Moosbauerhof
| Lage                | Objekt                       | Beschreibung                                                                   | Akten-Nr.      | Bild                         |
| ------------------- | ---------------------------- | ------------------------------------------------------------------------------ | -------------- | ---------------------------- |
| Weweck 3 (Standort) | Wohnteil eines Einfirsthofes | Eingeschossiger Blockbau mit Steildach und Giebelschrot, Mitte 18. Jahrhundert | D-2-75-138-158 | Wohnteil eines Einfirsthofes |

### Neustift
| Lage                      | Objekt                                                                                  | Beschreibung                                                                                         | Akten-Nr.      | Bild           |
| ------------------------- | --------------------------------------------------------------------------------------- | --- | -------------- | -------------- |
| Klosterberg 23 (Standort) | Ehemalige katholische Pfarr- und spätere Benediktinerinnen-Klosterkirche Mater Dolorosa | Saalbau mit Polygonalchor und Westturm, spätgotisch, 15./16. Jahrhundert, Turm 1639; mit Ausstattung | D-2-75-138-107 | weitere Bilder |

### Niederham
| Lage                    | Objekt                          | Beschreibung | Akten-Nr.      | Bild                            |
| ----------------------- | ------------------------------- | --- | -------------- | ------------------------------- |
| Niederham 9 (Standort)  | Wohnhaus eines Dreiseithofes    | Zweigeschossiger und giebelständiger Frackdachbau mit Traufüberstand, teilweisem Blockbau-Obergeschoss und Traufschrot, im Kern 1. Drittel 19. Jahrhundert, Dach später | D-2-75-138-108 | Wohnhaus eines Dreiseithofes    |
| Niederham 13 (Standort) | Wohnstallhaus des Dreiseithofes | Zweigeschossiger und giebelständiger Blockbau mit vorschießendem Satteldach, Kniestock und Traufschrot, im Kern 1. Drittel 19. Jahrhundert, Dach später                 | D-2-75-138-109 | Wohnstallhaus des Dreiseithofes |

### Oberiglbach
| Lage                                      | Objekt                                  | Beschreibung | Akten-Nr.      | Bild           |
| ----------------------------------------- | --------------------------------------- | --- | -------------- | -------------- |
| Oberiglbach 9; Oberiglbach 9 a (Standort) | Wohnhaus eines ehemaligen Vierseithofes | Zweigeschossiger und giebelständiger Satteldachbau mit Dachüberstand, verschaltem und verschindeltem Blockbau-Obergeschoss und Giebelschroten, Anfang 19. Jahrhundert | D-2-75-138-110 | weitere Bilder |
| Oberiglbach 21 (Standort)                 | Katholische Filialkirche St. Martin     | Saalbau mit Polygonalchor und Westturm, im Kern spätgotisch, im 18. Jahrhundert barockisiert; mit Ausstattung                                                         | D-2-75-138-111 | weitere Bilder |

### Oberoh
| Lage              | Objekt                                    | Beschreibung | Akten-Nr.      | Bild                                      |
| ----------------- | ----------------------------------------- | --- | -------------- | ----------------------------------------- |
| Oberoh (Standort) | Ehemaliges Wasserwerk der Stadt Vilshofen | Eingangsbau der Quellfassung, Massivbau teilweise unter Erdaufschüttung, mit Polygonalmauerwerk und Attikazone, bezeichnet 1895 | D-2-75-154-183 | Ehemaliges Wasserwerk der Stadt Vilshofen |

### Oberöd
| Lage                | Objekt                     | Beschreibung | Akten-Nr.      | Bild                       |
| ------------------- | -------------------------- | --- | -------------- | -------------------------- |
| Oberöd 2 (Standort) | Dorfkapelle                | Giebelständiger Satteldachbau mit eingezogener und halbrunder Apsis, Glockendachreiter und kräftigen Putzgliederungen, 1857 | D-2-75-138-113 | Dorfkapelle                |
| Oberöd 4 (Standort) | Wohnhaus des Vierseithofes | Zweigeschossiger und traufständiger, teilweise verschindelter und verschalter Blockbau mit vorschießendem Satteldach und Traufschrot, Anfang 19. Jahrhundert, Dach später Im Ostflügel obergeschossiger Traidkasten mit Satteldach und Traufschrot, gleichzeitig | D-2-75-138-112 | Wohnhaus des Vierseithofes |

### Ottenöd
| Lage                 | Objekt               | Beschreibung                                                                                          | Akten-Nr.      | Bild                 |
| -------------------- | -------------------- | --- | -------------- | -------------------- |
| Ottenöd 2 (Standort) | Ehemaliges Pfarrhaus | Zweigeschossiger und teilweise verschindelter Blockbau, in Kern 18./19. Jahrhundert, Dach später      | D-2-75-138-114 | Ehemaliges Pfarrhaus |
| Brunndobl (Standort) | Martersäule          | Korinthisierende Säule auf gestuftem Inschriftensockel, mit Gusseisenkreuz, 2. Hälfte 19. Jahrhundert | D-2-75-138-165 | weitere Bilder       |

### Parschalling
| Lage                       | Objekt                                         | Beschreibung | Akten-Nr.      | Bild                                           |
| -------------------------- | ---------------------------------------------- | --- | -------------- | ---------------------------------------------- |
| Parschalling 15 (Standort) | Wohnstallhaus eines Vierseithofes              | Zweigeschossiger und traufständiger Blockbau mit Satteldach und Kniestock, 18./19. Jahrhundert                                               | D-2-75-138-116 | Wohnstallhaus eines Vierseithofes              |
| Parschalling 20 (Standort) | Wohnstallhaus im Rottaler Typus                | Zweigeschossiger und teilweise verschindelter Blockbau mit vorschießendem Flachsatteldach, Kniestock und Giebelschroten, 18./19. Jahrhundert | D-2-75-138-117 | weitere Bilder                                 |
| Parschalling 22 (Standort) | Wohnstallhaus im Typ des Rottaler Bauernhauses | Zweigeschossiger und teilweise verschindelter Blockbau mit vorschießendem Flachsatteldach und zweiseitigem Schrot, 2. Hälfte 18. Jahrhundert | D-2-75-138-118 | Wohnstallhaus im Typ des Rottaler Bauernhauses |
| Parschalling 23 (Standort) | Wohnstallhaus, ehemaliges Mittertennhaus       | Zweigeschossiger und giebelständiger Blockbau mit Satteldach und Balkon, 1. Hälfte 19. Jahrhundert, Dach später                              | D-2-75-138-119 | Wohnstallhaus, ehemaliges Mittertennhaus       |

### Probstöd
| Lage                  | Objekt                     | Beschreibung | Akten-Nr.     | Bild           |
| --------------------- | -------------------------- | --- | ------------- | -------------- |
| Probstöd 1 (Standort) | Wohnhaus des Vierseithofes | Zweigeschossiger Steildachbau mit Blockbau-Obergeschoss, Kniestock und Traufschrot, im Kern 18./19. Jahrhundert, Dach später | D-2-75-138-56 | weitere Bilder |

### Rammelsbach
| Lage                     | Objekt                    | Beschreibung | Akten-Nr.      | Bild                      |
| ------------------------ | ------------------------- | --- | -------------- | ------------------------- |
| Rammelsbach 5 (Standort) | Wohnteil eines Hakenhofes | Zweigeschossiger und giebelständiger Blockbau mit vorschießendem Satteldach, spätes 18. Jahrhundert, Dach später | D-2-75-138-120 | Wohnteil eines Hakenhofes |

### Röhrn
| Lage               | Objekt              | Beschreibung | Akten-Nr.      | Bild                |
| ------------------ | ------------------- | --- | -------------- | ------------------- |
| Röhrn 7 (Standort) | Rottaler Bauernhaus | Zweigeschossiger und traufständiger Blockbau mit vorschießendem Flachsatteldach und geschnitzten Giebelschroten, bezeichnet mit 1792 | D-2-75-138-121 | Rottaler Bauernhaus |

### Sammarei
| Lage                   | Objekt                                         | Beschreibung | Akten-Nr.      | Bild                          |
| ---------------------- | ---------------------------------------------- | --- | -------------- | ----------------------------- |
| Sammarei 43 (Standort) | Ostflügel eines Vierseithofes                  | Obergeschossiger Traidkasten auf Ständerbau mit vorschießendem Satteldach und Traufschrot, bezeichnet mit 1707                                                                            | D-2-75-138-122 | Ostflügel eines Vierseithofes |
| Sammarei 44 (Standort) | Pfarrhaus                                      | Zweigeschossiger und firstparalleler Walmdachbau mit Pilasterportal, nach 1690; mit Ausstattung                                                                                           | D-2-75-138-123 | weitere Bilder                |
| Sammarei 45 (Standort) | Katholische Wallfahrtskirche Mariä Himmelfahrt | Saalbau mit Polygonalchor und Fassadenturm, erwähnt 1296, erbaut 1629–31 von Isaak Bader d. Ä. über der ursprünglichen Holzkapelle des 15. Jahrhunderts, Turmkuppel 1779; mit Ausstattung | D-2-75-138-124 | weitere Bilder                |

### Schwaibach
| Lage                    | Objekt                         | Beschreibung | Akten-Nr.      | Bild                           |
| ----------------------- | ------------------------------ | --- | -------------- | ------------------------------ |
| Schwaibach 4 (Standort) | Bauernhaus eines Dreiseithofes | Wohnstallhaus mit vorkragendem Satteldach, Blockbau-Obergeschoss und Traufschrot, 2. Viertel 19. Jahrhundert, im Kern 18. Jahrhundert | D-2-75-138-125 | Bauernhaus eines Dreiseithofes |

### Söldenau
| Lage                               | Objekt                                                              | Beschreibung | Akten-Nr.      | Bild                                |
| ---------------------------------- | ------------------------------------------------------------------- | --- | -------------- | ----------------------------------- |
| Bräuhausstraße 1 (Standort)        | Ehemaliges Schloss der Hofmark Söldenau, bis in die 1990er Brauerei | Im Kern mittelalterliche Vierflügelanlage (Wasserschloss) mit zwei Rundtürmen im Westen | D-2-75-138-131 | weitere Bilder                      |
| Mitterfeldweg 2 (Standort)         | Einfirsthof                                                         | Traufständiger Mittertennbau mit zweigeschossigem Wohnteil, verschindelter Blockbau mit vorschießendem Steildach und giebelseitigem geschlossenem Balkon, im Kern Anfang 19. Jahrhundert, Dach später | D-2-75-138-126 | Einfirsthof                         |
| Mitterfeldweg 4 (Standort)         | Katholische Filialkirche St. Philipp und Jakob                      | Saalkirche mit erhöhtem und eingezogenem Polygonalchor, Vorzeichen und Glockdachreiter, romanisch, Chor 2. Hälfte 14. Jahrhundert, Dachreiter, 18. Jahrhundert; mit Ausstattung                       | D-2-75-138-127 | weitere Bilder                      |
| Ritter-Tuschl-Straße 35 (Standort) | Zugehöriger Traidkasten über Remise                                 | Giebelständiger und verschindelter Obergeschoss-Blockbau mit vorschießendem Satteldach, 2. Viertel 19. Jahrhundert                                                                                    | D-2-75-138-128 | Zugehöriger Traidkasten über Remise |
| Roßeck 1 (Standort)                | Wohnhaus                                                            | Zweigeschossiger Mansardwalmdachbau mit Stuck- und Putzgliederungen, klassizistisch, bezeichnet mit 1818                                                                                              | D-2-75-138-130 | weitere Bilder                      |
| Roßeck 2 (Standort)                | Alte Schmiede, jetzt Wohnhaus                                       | Eingeschossiger und giebelständiger Schopfwalmdachbau mit Arkadenvorhalle als Beschlagplatz, wohl 1. Drittel 19. Jahrhundert                                                                          | D-2-75-138-129 | weitere Bilder                      |

### Steinbach
| Lage                    | Objekt                     | Beschreibung | Akten-Nr.      | Bild                       |
| ----------------------- | -------------------------- | --- | -------------- | -------------------------- |
| Steinbach 6 (Standort)  | Wohnhaus des Vierseithofes | Zweigeschossiger und verschindelter Blockbau mit vorschießendem Satteldach und Kniestock, 1. Drittel 19. Jahrhundert, Dach später | D-2-75-138-134 | Wohnhaus des Vierseithofes |
| Steinbach 24 (Standort) | Geständerter Traidkasten   | Blockbau mit vorschießendem Satteldach, Traufschrot und Spuren reicher Bemalung, Mitte 18. Jahrhundert                            | D-2-75-138-135 | BW                         |

### Steinkirchen
| Lage                       | Objekt                         | Beschreibung | Akten-Nr.      | Bild           |
| -------------------------- | ------------------------------ | --- | -------------- | -------------- |
| Steinkirchen 9 (Standort)  | Evangelisch-Lutherische Kirche | Begräbniskirche von Ortenburg, Saalkirche mit leicht eingezogenem Polygonalchor, Westturm und Vorzeichen, spätgotischer Ziegelbau mit Werksteingliederungen, 1478 konsekriert, Turmunterbau romanisch; mit Ausstattung | D-2-75-138-137 | weitere Bilder |
| Steinkirchen 17 (Standort) | Einfirsthof                    | Zweigeschossiges und traufständiges Mittertennhaus, teilverschindelter Blockbau mit vorschießendem Schopfwalmdach, bezeichnet mit 1861                                                                                 | D-2-75-138-136 | Einfirsthof    |

### Unteriglbach
| Lage                     | Objekt                                               | Beschreibung | Akten-Nr.      | Bild                  |
| ------------------------ | ---------------------------------------------------- | --- | -------------- | --------------------- |
| Dorfstraße 20 (Standort) | Ehemaliges Mesnerhaus                                | Zweigeschossiger, teilweise massiver Blockbau mit vorschießendem Flachsatteldach und giebelseitigem Bretterschrot mit geschnitzten Stangen, Mitte 19. Jahrhundert | D-2-75-138-139 | Ehemaliges Mesnerhaus |
| Dorfstraße 22 (Standort) | Chor und Turm der katholischen Pfarrkirche St. Vitus | Einschiffiger Polygonalbau mit Flankenturm, Chor im Kern 14. Jahrhundert, Turm romanisch; mit Ausstattung | D-2-75-138-138 | weitere Bilder        |
| Dorfstraße 29 (Standort) | Ehemaliges Schulhaus                                 | Zweigeschossiger, verputzter Ziegelbau mit flachem Walmdach, stichbogigen Öffnungen und Putzgliederungen, neuklassizistisch, letztes Viertel 19. Jahrhundert Gebäude wurde abgebrochen: (Nebengebäude, teilweise massiver, verschalter Ständerbau mit Walmdach und Schieferdeckung, wohl gleichzeitig) | D-2-75-138-163 | Ehemaliges Schulhaus  |

### Unterthannet
| Lage                       | Objekt        | Beschreibung | Akten-Nr.      | Bild          |
| -------------------------- | ------------- | --- | -------------- | ------------- |
| In Unterthannet (Standort) | Bauernhaus    | Zweigeschossiger und traufständiger Mittertennbau, Wohnteil zum Teil versteinerter Blockbau, 2. Viertel 19. Jahrhundert                           | D-2-75-138-142 | Bauernhaus    |
| Unterthannet 7 (Standort)  | Bauernhaus    | Zweigeschossiger Blockbau mit vorschießendem Flachsatteldach und Giebelschrot, Ende 18. Jahrhundert                                               | D-2-75-138-140 | Bauernhaus    |
| Unterthannet 9 (Standort)  | Wohnstallhaus | Blockbau mit Giebelschrot, 1. Drittel 19. Jahrhundert Zugehöriger Traidkasten, Blockbau mit Frackdach und Traufschrot, 1. Drittel 19. Jahrhundert | D-2-75-138-141 | Wohnstallhaus |
| Unterthannet 37 (Standort) | Einfirsthof   | Wohnstallhaus in teilweise verschaltem Blockbau mit vorschießendem Satteldach und Giebelschrot, 2. Viertel 19. Jahrhundert, Dach später           | D-2-75-138-144 | BW            |

### Vorderhainberg
| Lage                         | Objekt      | Beschreibung | Akten-Nr.      | Bild        |
| ---------------------------- | ----------- | --- | -------------- | ----------- |
| Vorderhainberg 5 (Standort)  | Einfirsthof | Zweigeschossiger Mittertennbau mit Schopfwalmdach und teilweise verschindeltem Blockbau-Wohnteil, 1. Drittel 19. Jahrhundert                  | D-2-75-138-146 | BW          |
| Vorderhainberg 17 (Standort) | Bauernhaus  | Zweigeschossiger und giebelständiger Blockbau mit vorschießendem Satteldach und Giebelschrot, 1. Drittel 19. Jahrhundert                      | D-2-75-138-148 | Bauernhaus  |
| Vorderhainberg 20 (Standort) | Einfirsthof | Mittertennbau mit vorschießendem Satteldach und zweigeschossigem, verschaltem und verschindeltem Blockbau-Wohnteil, 1. Hälfte 19. Jahrhundert | D-2-75-138-149 | Einfirsthof |

### Vorderschloß
| Lage                           | Objekt                                             | Beschreibung | Akten-Nr.      | Bild                          |
| ------------------------------ | -------------------------------------------------- | --- | -------------- | ----------------------------- |
| Vorderschloß 1 (Standort)      | Schloss Alt-Ortenburg                              | Schloss Alt-Ortenburg, auf Hügelzunge über dem Wolfachtal; unregelmäßige, im Kern mittelalterliche dreigeschossige Vierflügelanlage um einen Innenhof, 1567 durch Graf Joachim von Ortenburg in den östlichen Teilen von Grund auf erneuert, in den übrigen Teilen wiederhergestellt | D-2-75-138-150 | weitere Bilder                |
| Vorderschloß 2 (Standort)      | Ehemaliges Wirtschaftsgebäude                      | Zweigeschossiger und traufständiger Steildachbau mit Schopfwalm, im Kern 17. und 18. Jahrhundert | D-2-75-138-151 | Ehemaliges Wirtschaftsgebäude |
| Vorderschloß 9 (Standort)      | Gasthaus zum Schlosswirt                           | Zweigeschossiger und traufständiger Steildachbau mit Schopfwalm, 18. Jahrhundert | D-2-75-138-152 | weitere Bilder                |
| Vorderschloß 10, 11 (Standort) | Gebäudeflügel mit altem Torhaus zum Wirtschaftshof | Zweigeschossiger und traufständiger Satteldachbau mit gewölbter Tordurchfahrt und Wappentafel, bezeichnet mit 1568 | D-2-75-138-153 | weitere Bilder                |

### Weinberg
| Lage                  | Objekt                       | Beschreibung | Akten-Nr.      | Bild                         |
| --------------------- | ---------------------------- | --- | -------------- | ---------------------------- |
| Weinberg 6 (Standort) | Wohnhaus eines Dreiseithofes | Zweigeschossiger und traufständiger, teilweise verschindelter Obergeschoss-Blockbau mit vorschießendem Flachsatteldach und Giebelschrot, Anfang 19. Jahrhundert, Dach später | D-2-75-138-155 | Wohnhaus eines Dreiseithofes |

### Wengmühle
| Lage                       | Objekt    | Beschreibung | Akten-Nr.      | Bild      |
| -------------------------- | --------- | --- | -------------- | --------- |
| Weng 1; In Weng (Standort) | Wengmühle | Dreiseithof, 1. Hälfte 19. Jahrhundert Wohnhaus, zweigeschossiger Satteldachbau mit Kniestock und verbrettertem Blockbau-Obergeschoss Nordflügel Stadel mit Satteldach Östlich Stallstadel mit Blockbau-Obergeschoss und vorschießendem Satteldach Ehemalige Kunstmühle, viergeschossiger Ziegelbau mit Flachsatteldach, 1946 | D-2-75-138-156 | Wengmühle |

### Würding
| Lage                 | Objekt                       | Beschreibung                                                                                                 | Akten-Nr.      | Bild           |
| -------------------- | ---------------------------- | --- | -------------- | -------------- |
| Würding 1 (Standort) | Wohnhaus eines Vierseithofes | Zweigeschossiger Massivbau mit flachem Walmdach, Mezzaningeschoss und kolossaler Pilastergliederung, 1873–75 | D-2-75-138-160 | weitere Bilder |

### Wurmaign
| Lage                  | Objekt                  | Beschreibung                                                                                  | Akten-Nr.      | Bild                    |
| --------------------- | ----------------------- | --------------------------------------------------------------------------------------------- | -------------- | ----------------------- |
| Wurmaign 2 (Standort) | Zugehöriger Traidkasten | Aufgeständerter Obergeschoss-Blockbau mit vorkragendem Satteldach, 1. Drittel 19. Jahrhundert | D-2-75-138-161 | Zugehöriger Traidkasten |

## Ehemalige Baudenkmäler
In diesem Abschnitt sind Objekte aufgeführt, die früher einmal in der Denkmalliste eingetragen waren, jetzt aber nicht mehr. Objekte, die in anderem Zusammenhang also z. B. als Teil eines Baudenkmals weiter eingetragen sind, sollen hier nicht aufgeführt werden. Aktennummern in diesem Abschnitt sind ehemalige, jetzt nicht mehr gültige Aktennummern.

| Lage                               | Objekt                                          | Beschreibung | Akten-Nr.      | Bild |
| ---------------------------------- | ----------------------------------------------- | --- | -------------- | ---- |
| Bindering 11 (Standort)            | Wohnstallhaus                                   | Zweigeschossiger und traufständiger, verschalter Blockbau, 18./19. Jahrhundert                                                               | D-2-75-138-57  | BW   |
| Blasen 1 (Standort)                | Wohnhaus des Vierseithofes                      | Blockbau, 18./19. Jahrhundert, Dach später                                                                                                   | D-2-75-138-61  | BW   |
| Demmlstadl nahe dem Ort (Standort) | Kleine Weilerkapelle                            | Mitte 19. Jahrhundert; mit Ausstattung | D-2-75-138-54  | BW   |
| Göbertsham 18 (Standort)           | Einfirsthof mit Steilsatteldach                 | Blockbau-Obergeschoss und Traufschrot, 2. Viertel 19. Jahrhundert                                                                            | D-2-75-138-18  | BW   |
| Kaiseraign 1 (Standort)            | Traidkasten im Seitenflügel                     | Zugehöriger Traidkasten im Seitenflügel, 18./19. Jahrhundert                                                                                 | D-2-75-138-92  | BW   |
| Kamm Haus Nummer 17? (Standort)    | Blockbau-Wohnhaus des Vierseithofes (Standort?) | Ende 18. Jahrhundert, Dach später Zwei Stadel mit Blockbau-Obergeschossen (Traidkästen) und durchbrochenes Hoftor, 1. Hälfte 19. Jahrhundert | D-2-75-138-94  | BW   |
| Söldenau nordöstlich ?? (Standort) | Kleine Feldkapelle                              | Mit Walmdach, 1. Hälfte 19. Jahrhundert | D-2-75-138-132 | BW   |
| Steinbach 3 (Standort)             | Wohnhaus des Vierseithofes                      | Verschindelter Blockbau, 18./19. Jahrhundert, Dach später                                                                                    | D-2-75-138-133 | BW   |
| Vorderhainberg 22 (Standort)       | Einfirsthof                                     | Verschindelter Blockbau mit mittelsteilem Dach, Mitte 19. Jahrhundert                                                                        | D-2-75-138-147 | BW   |
| Weng Haus Nummer 2 (Standort)      | Barocke Holzfigur                               | Im Südgiebel des Wirtschaftsgebäudes | D-2-75-138-157 | BW   |

## Abgegangene Baudenkmäler
In diesem Abschnitt sind Objekte aufgeführt, die früher einmal in der Denkmalliste eingetragen waren, jetzt aber nicht mehr existieren, z. B. weil sie abgebrochen wurden. Aktennummern in diesem Abschnitt sind ehemalige, jetzt nicht mehr gültige Aktennummern.

| Lage                                   | Objekt                                  | Beschreibung | Akten-Nr.      | Bild |
| -------------------------------------- | --------------------------------------- | --- | -------------- | ---- |
| Ortenburg Untermarkt 26 (Standort)     | Geschnitzte Haustür mit Oberlicht       | Wohl Ende 18. Jahrhundert | D-2-75-138-48  | BW   |
| Dorfbach Oberdorf 13 (Standort)        | Wohnhaus eines ehemaligen Vierseithofes | Zweigeschossiger und traufständiger, verschindelter und verbretterter Blockbau mit vorschießendem Flachsatteldach und kleinem Traufschrot, 1. Drittel 19. Jahrhundert, Dach später                    | D-2-75-138-69  | BW   |
| Parschalling Parschalling 9 (Standort) | Wohnhaus des Vierseithofes              | Seltener Typus eines fast quadratischen zweigeschossigen Baus mit verschaltem Blockbau-Obergeschoss, Balkon und Walmdach, 1. Drittel 19. Jahrhundert                                                  | D-2-75-138-115 | BW   |
| Wolfa In Wolfa (Standort)              | Wohnhaus des Vierseithofes              | Teilverschindelter Blockbau, 1. Drittel 19. Jahrhundert, Dach später. Am Haus angebaut Flügel mit Traidkasten, Mitte 19. Jahrhundert. Anmerkung: Das Objekt ist im Bayerischen Denkmalatlas gelistet. | D-2-75-138-159 | BW   |